# Przygody Lisa Urwisa
Przygody Lisa Urwisa (fr. Le Roman de Renart, ang. Renart the Fox, luksem. Renart, le renard, 2004) – francuski film animowany, opowiadający o sprytnym lisie Renarcie.

## Fabuła
Lis Renart to czarujący spryciarz, drobny złodziejaszek i wyjęty spod prawa średniowieczny łotrzyk. Wzorem Robin Hooda walczy on z feudalną niesprawiedliwością. Kradnie nie z chciwości, ale dlatego że musi zapewnić przetrwanie swojej rodzinie. Razem ze wspólnikiem, nieporadnym, ale sympatycznym szczurem Rufusem, Renart pragnie odnaleźć skarb, który rozwiązałby jego doczesne problemy i zapewnił upragnione szczęście. Poszukiwanie skarbu nie jest jednak łatwe. Lis musi stawiać czoła wrogom, poradzić sobie z groźnym, choć niezbyt rozgarniętym wilkiem Paszczykłapem, a nawet z natrętnymi zalotami kobiet, w tym tak wpływowych, jak arystokratyczna królowa lwica. W czasie swojej podróży Renart często udowadnia, że inteligencja potrafi zatriumfować nad brutalną siłą.

## Obsada
- Frédéric Diefenthal: Renart
- Lorànt Deutsch: Rufus
- Julie Lund: Hermeline
- Marc Bretonnière: wilk
- Hervé Jolly: Kanclerz
- Corinne Bouche
- Catherine Privat: Nicolette
- Antoine Nouel: Tibert
- Gérard Surugue: Brun
- Pierre Poirier: Król
- Élisabeth Fargeot: Królowa
- Patrick Préjean: Kogut
- Denise Metmer: Hersent

## Wersja polska
Opracowanie wersji polskiej: Start International Polska

Reżyseria: Joanna Wizmur

Dialogi polskie: Bartosz Wierzbięta

Kierownik produkcji: Paweł Araszkiewicz

Wystąpili:
- Jacek Kopczyński – Lis Renart
- Agnieszka Kunikowska – Żona Renarta
- Janusz Zadura – Szczur Rufus
- Wojciech Paszkowski – Wilk Paszczykłap
- Cezary Morawski – Osioł Kanclerz
- Jacek Braciak – Kot
- Paweł Szczesny – Niedźwiedź
- Filip Radkiewicz – Theo
- Jarosław Boberek – Brichemer / Monk 1 / Roland / Gwary
- Marek Robaczewski – Cointreau / Gwary
- Włodzimierz Bednarski – Król
- Izabela Dąbrowska – Królowa
- Artur Kaczmarski – Espin / Kogut Pułkownik / Monk 2 / Gwary
- Monika Błachnio – Nico
- Anna Apostolakis – Hersent / Gwary
- Joanna Wizmur – Madame Coulee / Gwary
- Zbigniew Konopka – Monstre / Chłop / Gwary

i inni